# Região Geográfica Intermediária de Volta Redonda-Barra Mansa
A Região Geográfica Intermediária de Volta Redonda-Barra Mansa é uma das cinco regiões intermediárias do estado brasileiro do Rio de Janeiro e uma das 134 regiões intermediárias do Brasil, criadas pelo Instituto Brasileiro de Geografia e Estatística (IBGE) em 2017. É composta por 17 municípios, distribuídos em três regiões geográficas imediatas.
Sua população total estimada pelo Instituto Brasileiro de Geografia e Estatística (IBGE) para 1º de julho de 2018 é de 1 031 516 de habitantes, distribuídos em uma área total de 7 561,847 km².
Volta Redonda é o município mais populoso da região intermediária, com 271 998 habitantes, de acordo com estimativas de 2018 do Instituto Brasileiro de Geografia e Estatística (IBGE).

## Regiões geográficas imediatas
| Região geográfica imediata                              | Municípios                                                                                            | População Estimativa 2018 | Área (km²) |
| ------------------------------------------------------- | --- | ------------------------- | ---------- |
| Região Geográfica Imediata de Volta Redonda-Barra Mansa | Barra do Piraí Barra Mansa Engenheiro Paulo de Frontin Mendes Pinheiral Piraí Rio Claro Volta Redonda | 660 841                   | 2 968,296  |
| Região Geográfica Imediata de Resende                   | Itatiaia Porto Real Quatis Resende                                                                    | 195 417                   | 1 676,089  |
| Região Geográfica Imediata de Valença                   | Miguel Pereira Paty do Alferes Rio das Flores Valença Vassouras                                       | 175 258                   | 2 917,462  |
| Total                                                   | 17 | 1 031 516                 | 7 561,847  |